# Landschaftsschutzgebiet Luher Bach
Das Landschaftsschutzgebiet Luher Bach mit etwa 92 ha Flächengröße liegt nördlich von Lieme im Stadtgebiet von Lemgo. Es wurde 2009 mit dem Landschaftsplan Lemgo durch den Kreistag des Kreises Lippe als Landschaftsschutzgebiet (LSG) ausgewiesen. Das Schutzgebiet besteht aus zwei Teilflächen. Die Bundesstraße 238 und weitere Straßen kreuzen das Schutzgebiet. Teils grenzen Häuser direkt an.

## Beschreibung
Das LSG umfasst den 5 km langen naturnahen Luher Bach mit begleitendem Auwald. Teils liegt auch Grünland an den Bach. Teilweise handelt es sich um brachgefallenes Grünland. Mehrere Quellläufe bilden im LSG den Luher Bach. Am Westende des LSG mündet der Luher Bach in die Ilse. Zwischen Lüerdissen und Oberluhe sind die als Grünland genutzten südexponierten Hänge des Bachtals in das Gebiet einbezogen worden. Der Luher Bach wird nahezu auf der gesamten Strecke von Ufergehölzen gesäumt, teilweise beidseitig. Östlich Lüerdissen befindet sich ein Buntsandsteinfelsen aus dunkelroten Sandstein. Im Schutzgebiet liegen zwei nicht zum LSG gehörende Flächen wie Inseln im Gebiet.

## Schutzzwecke für das LSG
Laut Landschaftsplan erfolgte die Ausweisung des LSG
- „zur Erhaltung und Wiederherstellung der Leistungsfähigkeit des Naturhaushaltes in ökologisch besonders wertvoll strukturierten Bereichen mit Wasser-, Klima- und Biotopschutzfunktionen,“
- „zur Erhaltung und Wiederherstellung von Quellbereichen und naturnahen Fließgewässern, Wald- und Grünlandbereichen unterschiedlicher Feuchtestufen, Feldgehölzen, Hecken und Obstwiesen,“
- „zur Erhaltung morphologisch ausgeprägter Bereiche zur Sicherung der landschaftlichen Eigenart und Vielfalt für die Erholung,“
- „zur Erhaltung wertvoller Biotopkomplexe aus Wald-Grünlandbereichen, Fließgewässern und Quellen sowie Biotopen nach § 62 LG mit wichtigen Refugial-, Puffer-, Trittstein- und Vernetzungsfunktionen,“
- „zur Erhaltung und Wiederherstellung wichtiger Rückzugsräume für die bedrohte Tier- und Pflanzenwelt,“
- „zur Sicherung der das Orts- und Landschaftsbild gliedernden und belebenden und die dörflichen Siedlungsstrukturen prägenden Freiraumelemente.“[1]

## Rechtliche Vorschriften
Im Landschaftsschutzgebiet ist unter anderem das Errichten von Bauten und Fischteichen verboten. Grün- und Brachland darf nicht in eine andere Nutzungsart umgewandelt oder umgebrochen werden.